# Мелтучи
Мелтучи — деревня в Старицком районе Тверской области, входит в состав Ново-Ямского сельского поселения.

## География
Деревня находится в 11 км на юг от города Старица.

## История
Константиновская церковь в селе была построена в 1703 года на средства прихожан и боярина Андрея Никифоровича Хомутова. Престола три: главный Святых Равноапостольных Царей Константина и Елены, придельные: правый Успения Божией Матери, левый Святителя Николая.
В конце XIX — начале XX века село входило в состав Дороховской волости Старицкого уезда Тверской губернии.
С 1929 года деревня входила в состав Орловского сельсовета Старицкого района Ржевского округа Западной области, с 1935 года — в составе Калининской области, с 1994 года — в составе Орловского сельского округа, с 2005 года — в составе Ново-Ямского сельского поселения.

## Население
| 1859 | 1886 | 2002 | 2010 |
| ---- | ---- | ---- | ---- |
| 181  | ↘175 | ↘21  | ↘8   |

## Достопримечательности
В деревне расположена недействующая Церковь Константина и Елены (1779).